# Сан-Симан (Сан-Паулу)
Сан-Симан (порт. São Simão) — муниципалитет в Бразилии, входит в штат Сан-Паулу. Составная часть мезорегиона Рибейран-Прету. Входит в экономико-статистический микрорегион Рибейран-Прету. Население составляет 14 923 человека на 2006 год. Занимает площадь 617,964 км². Плотность населения — 24,1 чел./км².

## История
Город основан 4 марта 1895 года.

## Статистика
- Валовой внутренний продукт на 2003 год составляет 134 776 315,00 реалов (данные: Бразильский институт географии и статистики).
- Валовой внутренний продукт на душу населения на 2003 год составляет 9392,08 реала (данные: Бразильский институт географии и статистики).
- Индекс развития человеческого потенциала на 2000 год составляет 0,801 (данные: Программа развития ООН).